# Klemens Wittig
Klemens Wittig (* 11. August 1937) ist ein deutscher Mittelstrecken- und Langstreckenläufer. Er ist einer der erfolgreichsten Seniorensportler des Landes und hält mehrere Altersklassenrekorde sowohl national als auch international.

## Leben
Wittig lief 1986 im Alter von 49 Jahren seinen ersten Marathon. Zuvor starker Raucher, stellte er mit 40 Jahren – motiviert durch Jugendliche als Leiter von Frühsportkursen bei Jugendfreizeiten und im Rahmen der damaligen Trimm-dich-Bewegung – mit Beginn des Joggens sein Leben um, nachdem er selbst erste negative Folgewirkungen des Rauchens bemerkt hatte. Bereits vorher war er jedoch in verschiedenen Sportarten aktiv. Es folgten viele Städtemarathons in Deutschland und auch international mit Zeiten meistens unter drei Stunden.
Nach seiner Pensionierung begann er mit 64 Jahren mit dem Leistungssport. Neben dem Laufsport betreibt Klemens Wittig als Hobby Radfahren und Bergsteigen. Er erhielt unter anderem die Auszeichnungen Sportler des Jahres in Dortmund (2007) und DLV-Seniorensportler des Jahres (2013).
Nachdem Wittig die ersten Seniorenmeisterschaften im Marathon im September 2017 in Breslau krankheitsbedingt verpasst hatte, meldete er sich spontan für den Frankfurt-Marathon mit integrierter deutscher Meisterschaft im Marathon 2017 an. Sein Ziel war der Titelgewinn in seiner Altersklasse und das Unterbieten des alten europäischen Rekords. Diese Ziele konnte er trotz Hexenschuss am Vortag, widrigen Umständen mit starken Windböen während des Rennens und einem Sturz bei Kilometer 34 (Diagnose später Schlüsselbeinbruch) in Begleitung des Hessischen Rundfunks in dessen Live-Fernsehübertragung mit einer Zeit von 3:39:54 h erreichen. Er unterbot damit deutlich die alte deutsche Bestleistung von Heinrich Gutbier aus dem Jahr 2003 mit 3:50:55 h sowie ebenfalls den Europarekord von 3:46:03 h des Italieners Antonio Cabaneto aus dem Jahr 2011. Wittigs erzielte Zeit ist gleichzeitig der bislang drittschnellste gelaufene Marathon der Welt in der Altersklasse M80 (Rekordhalter Ed Whitlock mit 3:15:54 h).
Klemens Wittig ist verheiratet und lebt in Dortmund. Seine persönliche Bestleistung im Marathon von 2:50:16 h lief er in der Altersklasse M55 beim Hannover-Marathon.

## Persönliche Erfolge
International
- Europarekorde (Freiluft) (Stand: Oktober 2017[4]):

Altersklasse M75: Marathon 3:17:39 h (München, 14. Oktober 2012)
Altersklasse M80: 10.000 m 45:05,8 min (Wetter, 11. Oktober 2017); Marathon 3:39:54 h (Frankfurt am Main, 29. Oktober 2017)
- Europarekorde (Halle) (Stand: Januar 2018):

Altersklasse M80: 3000 m Halle 12:56,90 min (Düsseldorf, 14. Januar 2018) [kein deutscher Rekord!]
- Weltrekorde (Freiluft) (Stand: Oktober 2017[4]):

Altersklasse M75: 2000 m Hindernis 8:47,0 min (Kamen, 17. Mai 2014)
- 22 Europa- und 24 Weltmeisterschaftstitel[2] (Stand: 2017)

National
- 44 Deutsche Meistertitel (Stand: April 2018)
- Deutsche Rekorde (Freiluft) (Stand: Oktober 2017[11]):

Altersklasse M60: 4 × 1500 m 21:07,4 min (Dortmund, 5. September 2000)
Altersklasse M65: 4 × 1500 m 22:17,2 min (Bergkamen, 9. August 2011)
Altersklasse M75: 1000 m 3:31,9 min (Bergkamen, 14. August 2012); 10 km 41:23 min (Wickede (Ruhr), 24. März 2012); Marathon 3:17:39 h (München, 14. Oktober 2012); 2000 m Hindernis 8:47,0 min (Kamen, 17. Mai 2014)
Altersklasse M80: 1000 m 3:49,8 min (Bergkamen, 8. August 2017); 1500 m 6:04,7 min (Bergkamen, 4. August 2017); 3000 m 12:50,51 min (Warstein, 22. Juli 2017); 5000 m 21:54,45 min (Minden, 14. Juli 2017); 10 km 44:55 min (Oelde, 10. Juni 2017); Halbmarathon 1:40:03 h (Hannover, 9. April 2017)
- Deutsche Rekorde (Halle) (Stand: März 2017[11]):

Altersklasse M80: 800 m Halle 3:00,05 min (Düsseldorf, 15. Januar 2017); 1500 m Halle 5:57,13 min (Dortmund, 11. Februar 2017)